# Lanxi
Lanxi (兰溪市S) è una città-contea della Cina, situata nella provincia dello Zhejiang.